# Bronislava Gabrielová
Bronislava Gabrielová (31. prosince 1930 Brno – 14. ledna 2005 Brno) byla česká a moravská historička umění, redaktorka a recenzentka výtvarného umění a fotografie. Zabývala se především současným výtvarným uměním brněnského okruhu.  

## Život a dílo
Narodila se v Brně jako Bronislava Skalková. V letech 1950–1955 vystudovala obor dějin výtvarného umění a estetiky (prof. Albert Kutal, Zdeněk Kudělka) na Filozofické fakultě Masarykovy univerzity v Brně. V letech 1960–1969 působila jako inspektorka odboru kultury na Jihomoravském krajském národním výboru, poté nastoupila do Moravské galerie v Brně, kde zůstala až do roku 2001 a působila zde jako dokumentátorka tehdejšího současného umění. Od roku 1990 tam redigovala Bulletin Moravské galerie. V období normalizace jí byla do roku 1979 zakázána publikační činnost. V roce 1980 získala doktorský titul PhDr. v oboru teorie a dějin výtvarných umění, taktéž na brněnské Filozofické fakultě. V 80. letech byla členkou redakční rady časopisu Československá fotografie, kam psala články o fotografii a recenze výstav. Publikovala také v časopise Ateliér a jinde. Napsala mnoho desítek textů autorských katalogů výstav.   
Bronislava Gabrielová ve spolupráci s Městským kulturním střediskem S. K. Neumanna vytvořila sborník Výtvarní umělci dneška, ve kterém vycházely portréty slavných výtvarných umělců (Jánuš Kubíček, Miroslav Štolfa, Jan Rajlich, Sylva Lacinová). Ve spolupráci s Bohumilem Marčákem sepsala knihu Přesahy výtvarného Brna (1999) a dva díly Kapitol z dějin brněnských časopisů (1999, 2003).
V roce 2002 získala Cenu města Brna za celoživotní uměleckokritickou práci.
Jejím manželem byl filozof Jiří Gabriel. Jejich syn Jiří (narozen 21. dubna 1955) se zabývá technologií vstřikování plastů. Má dva vnuky a tři vnučky.    
Zemřela tragicky jako spolujezdec při autonehodě v lednu 2005. Její ostatky jsou uloženy v rodinném hrobě na Ústředním hřbitově v Brně (skupina H38, hrob č. 288).  